# Brecon Beacons
Brecon Beacons (walisisk Bannau Brycheiniog) er en bjergkæde i det sydøstlige Wales. Bjergene udgør  sammen med det omkringliggende område Brecon Beacons National Park (Parc Cenedlaethol Bannau Brycheiniog). 

## Bjergkæden
Bjergkæden består af bjergene syd for  Brecon. Det højeste er Pen y Fan, som med 886 moh. også er højeste top i Wales. Andre store toppe er Corn Du (873 moh.), Cribyn (795 moh.) og Fan y Bîg (719 moh.) Toppene danner en lang række i hesteskoform rundt om stedet hvor floden Taf Fechan har sit udspring, et sted kendt som Beacons Horseshoe. 
Navnet beacons betyder «varder», og viser til at det tidligere var varder på toppene for at advare mod engelske angreb. 

## Historie
Bjergkæden har været beboet siden stenalderen. Fra bronzealderen findes adskillige grav-varder. Der er også eksempler rundhøje i på Fan Brycheiniog, Pen y Fan og Corn Du.
UNder den normanniske erobring blev der opført mange borge i området, heriblandt Brecon Castle og Carreg Cennen Castle der er en af de mest berømte.

## Nationalparken
Nationalparken blev oprettet i 1957, som den sidste af de tre i Wales og omfatter et areal på  1344 km², hvilket  er betydelig mere end bare bjergene, og strækker sig fra Llandeilo i vest til Hay-on-Wye i øst. 
Området er kendt for sine vandfald, som inkluderer den 27 meter høje Henrhyd-fossen og faldene ved Ystradfellte, og grotter som Ogof Ffynnon Ddu. 
Dele af parken bruges til militærøvelser. Special Air Service (SAS) er kendt for at have nogle af deres mest krævende øvelser i Brecon Beacons.

## Byer og landsbyer
- Abercrave, Aberdare, Abergavenny, Ammanford
- Brecon, Brynmawr
- Crickhowell
- Glynneath
- Hay-on-Wye, Hirwaun
- Felinfach
- Llandovery, Llangattock, Llangynidr, Llanwrtyd Wells
- Myddfai
- Pontypool, Pontypridd
- Sennybridge
- Talgarth, Tredegar
- Ystradgynlais